# Октай, Фуат
Фуат Октай (тур. Fuat Oktay; род. 1964, Чекерек, Йозгат) — турецкий политический и государственный деятель. Заместитель премьер-министра Турции (2016—2018). Вице-президент Турции (2018—2023). Депутат парламента Турции (с 2023).

## Биография
Родился в 1964 году в Чекереке, область Йозгат (центральная часть Турции). В 1985 году окончил факультет менеджмента университета Чукурова (Адана, Турция), где остался работать в качестве научного сотрудника. В 1990 году получил степень магистра в Университете Уэйна (Детройт, США) в области бизнеса и производства. Позже получил докторскую степень в том же университете. Его специализацией было автомобилестроение и связь.
В 1990-х годах жил в США, где работал в частности на предприятиях автомобильной и авиационной промышленности. Принимал участие в проектах компаний Ford, Chrysler и General Motors.
В начале 2000-х после возвращения в Турцию был консультантом в различных государственных и частных компаниях. Занимал пост заместителя декана в университете Бейкент (Стамбул, Турция). 
В 2008—2012 годах работал в авиакомпании Turkish Airlines руководителем отдела по стратегическому планированию и развитию бизнеса. Являлся членом турецко-британского, турецко-германского и турецко-испанского деловых советов при Совете по внешнеэкономическим связям (DEİK). 
Являлся членом правления Turkish Aerospace Industries, Turkish Technic, заместителем председателя совета директоров Turk Telekom.

## Государственная служба
В 2012—2016 годах возглавлял правительственное Управление по предотвращению и ликвидации последствий чрезвычайных ситуаций (AFAD), которое находилось в ведении премьер-министра страны Реджепа Эрдогана (с 2014 года — президент). Подготовил ряд соглашений в области риска и антикризисного управления с другими странами от имени турецкого правительства.
В 2016 году принимал участие во встрече президента Эрдогана с канцлером Германии Ангелой Меркель в Анкаре, на которой обсуждались гуманитарные проблемы в ближневосточном регионе.

### Заместитель премьер-министра Турции
С 19 июня 2016 по июнь 2018 года занимал должность советника в аппарате главы правительства Турции — премьер-министра Бинали Йылдырыма. Являлся заместителем премьер-министра Турции. Занимался цифровой и технологической модернизацией государственных институтов.
Во время попытки военного переворота в июле 2016 года Фуату Октаю удалось добиться трансляции выступления премьер-министра на турецком телеканале NTV, в ходе которого он, в частности, призвал население сохранять спокойствие. 
Участвовал в координационной деятельности военных операций «Щит Евфрата» и «Оливковая ветвь» в Сирии против курдских формирований, представляющих, по мнению Анкары, террористическую угрозу Турции.
Считается[кем?] одним из «архитекторов бюрократической и административной» трансформации системы управления страной.

## Вице-президент Турции
9 июля 2018 года назначен на пост вице-президента Турции — новую должность, которая была учреждена в тот же день в соответствии с конституционными поправками, принятыми по итогам референдума 16 апреля 2017 года. Занимал данную должность до 3 июня 2023 года.

## Парламент
На выборах 2023 года избран депутатом парламента. Является председателем комитета по внешним связям парламента Турции.

## Личные сведения
Женат, имеет троих детей. Владеет английским языком.

## Награды
- Орден «Дустлик» (29 августа 2022 года, Узбекистан) — за большой вклад во всестороннее развитие многоплановых и взаимовыгодных отношений между нашими государствами, дальнейшее углубление партнёрских связей, расширение сотрудничества в политико-дипломатической, торгово-экономической, инвестиционной, образовательной, научно-технической и культурно-гуманитарной сферах, активную поддержку последовательно осуществляемых в нашей стране кардинальных реформ и демократических преобразований, глобальных и региональных инициатив Узбекистана, а также эффективные усилия по дальнейшему укреплению уз дружбы и взаимопонимания между нашими народами[5].